# Tiangong 2
Tiangong 2 foi um laboratório espacial da República Popular da China integrante do Projeto 921-2 que visa a ter uma estação espacial permanente em órbita terrestre. O lançamento foi feito pela agência espacial chinesa CNSA do Centro de Lançamento de Satélites de Jiuquan, em 15 de setembro de 2016 às 22:04:09 (hora local, UTC+8), para substituir o módulo protótipo Tiangong 1, anteriormente lançado em setembro de 2011.

## História
O lançamento do Tiangong 2 marcou o início de uma missão de dois anos para conduzir uma gama variada de experiências científicas em órbita e obter a tecnologia para a criação de uma estação espacial permanente até 2022, a Estação Espacial Tiangong.
Em 19 de outubro de 2016 a estação recebeu seus primeiros e únicos tripulantes: o veterano Jing Haipeng em sua terceira missão espacial, e o estreante Chen Dong. Os taikonautas haviam decolado dois dias antes, a bordo da Shenzhou 11 e permaneceram na Tiangong 2 por 30 dias, realizando diversos experimentos.
Em abril de 2017 foi lançado o  cargueiro Tianzhou, com a função de reabastecer a Tiangong 2.
Em outubro de 2018 a estação foi desativada e finalmente em 19 de julho de 2019, a Tiangong 2 reentrou na atmosfera de forma controlada, vindo a cair no Oceano Pacífico Sul.

### Expedição
| #                                                  | Tripulação             | Veículo e data de acoplagem       | Veículo e data de desacoplagem     | Duração (dias) | Imagem da tripulação | Ref   |
| -------------------------------------------------- | ---------------------- | --------------------------------- | ---------------------------------- | -------------- | -------------------- | ----- |
| Expedição 1 18 de outubro - 17 de novembro de 2016 |                        |                                   |                                    |                |                      |       |
| 1                                                  | Jing Haipeng Chen Dong | Shenzhou 11 18 de outubro de 2016 | Shenzhou 11 17 de novembro de 2016 | 29d, 9h, 17m   |                      | [ 8 ] |
| Destruída em 19 de julho de 2019                   |                        |                                   |                                    |                |                      |       |

## Especificações de desenvolvimento
- Tripulação: 2, com 33 dias de recursos de suporte de vida.[9]
- Comprimento: 14,4 metros (47 ft)[9]
- Diâmetro máximo: 4,2 metros (14 ft)[9]
- Massa: 8.600 kg [9]